# HD 216718
HD 216718 är en dubbelstjärna belägen i den norra delen av stjärnbilden Vattumannen. Den har en kombinerad skenbar magnitud av ca 5,72 och är svagt synlig för blotta ögat där ljusföroreningar ej förekommer. Baserat på parallaxmätning inom Hipparcosuppdraget på ca 12,0 mas, beräknas den befinna sig på ett avstånd på ca 270 ljusår (ca 83 parsek) från solen. Den rör sig närmare solen med en heliocentrisk radialhastighet på ca -7 km/s.

## Egenskaper
Primärstjärnan HD 216718 A är en orange till gul jättestjärna av spektralklass K0 III-IV. Den har en radie som är ca 7,2 solradier och har ca 39 gånger solens utstrålning av energi från dess fotosfär vid en effektiv temperatur av ca 5 100 K.
HD 216718 är en dubbelstjärna med en omloppsperiod av 96,48 år i en bana med excentricitet 0,6430.